# Visuelle Photometrie
Die visuelle Photometrie basiert auf dem Prinzip vergleichender Messungen, wobei eine unbekannte Größe mit einer Lichtquelle von festgelegter Größe verglichen wird. Grundsätzlich wird die visuelle (subjektive) Photometrie von der physikalischen (objektiven) Photometrie unterschieden. Das Bestreben der Photometrie ist es, einen Übergang radiometrischer Strahlung in sichtbares Licht mittels berechenbarer Metrik beschreibbar zu machen. Sie bedient sich dazu geeigneter Empfindlichkeitsfunktionen, welche die visuelle Wahrnehmung des menschlichen Auges durch messtechnische Größen darstellen.

## Entstehung
Die Ursprünge der Lichtmesstechnik beruhen auf der Interaktion verschiedener Forscher und Forschungsbereiche. So unterschiedlich wie die beteiligten Wissenschaftsbereiche sind auch deren Methoden und Arbeitsweisen. Vielfach ist jedoch zu erkennen, dass frühe Schriften und Methoden aufeinander aufbauen bzw. dass eine gemeinsame Nutzung von Forschungsergebnissen stattfand. So konnte sich aus den individuellen Ansätzen und Ideen Einzelner im Verlauf des 17. bis 19. Jahrhunderts ein eigenständiger Wissenschaftszweig formen.
Erste Grundlagen der visuellen Photometrie wurden durch Johann Heinrich Lambert in dessen „Photometria“ 1760 publiziert. Bereits 1726 beschrieb Pierre Bouguer in seinem „Essai d'optique, sur la gradation de la lumière“ die Kontrastempfindlichkeit des menschlichen Auges als Messinstrument. Bouguer und Lambert gelten heute als Gründungsväter der visuellen Photometrie.
Mit dem ausgehenden 18. Jahrhundert begannen die verwendeten Lampen und Scheinwerfer wirtschaftlicher zu werden. Die Grundlagen für eine effiziente Beleuchtungstechnik waren längst gegeben als sich die Photometrie noch in ihrem Anfangsstadium befand. Als Beispiel ist die Agrand-Lampe zu nennen, welche einen deutlich geringeren Verbrauch im Vergleich zu zeitgenössischen Öllampen hatte. Die lichttechnische Entwicklung zog den Bedarf nach Messbarkeit und Vergleichbarkeit der Lichtquellen nach sich. Die Beleuchtungstechnik war wiederum getrieben durch die neu entstandenen Industriezweige, welche ihre Tätigkeiten auch nach Einsetzen der Dunkelheit fortführen wollten.
Bedingt durch die fortschreitenden Entwicklungen in der Optik und Feinmechanik wurden schließlich exakte lichttechnische Messungen notwendig.
Mit der Verbreitung der Gasflamme ist im 19. Jahrhundert eine verstärkte Auseinandersetzung mit dem Themengebiet der Photometrie festzustellen. Die ersten Lichtmessgeräte (Photometer) beruhten auf Vorschlägen von Lambert und Bouguer. In der Folge entstanden eine Vielzahl photometrischer Messinstrumente. Beispiele historischer Photometer finden sich im Unterpunkt 4.

## Grundlagen
Das menschliche Auge war für die visuelle Photometrie das einzige zur Verfügung stehende Messinstrument. Sicherlich können die auf dieser Grundlage durchgeführten Vergleichsmessungen nicht als absolut angesehen werden.
Die visuelle Photometrie muss ein Lichtnormal definieren sowie Messbedingungen für den Abgleich festlegen. In Deutschland fungierte die Hefnerkerze seit 1898 als Primärlichteinheit. Festgeschriebene Bedingungen waren notwendig um neben einem Mindestmaß an Genauigkeit die Reproduzierbarkeit der Lichtmessung zu gewährleisten. Unvermeidbare Messungenauigkeiten zeigen sich etwa bei heterochromen Helligkeitsverfahren. Insbesondere an den jeweiligen Enden des sichtbaren Spektrums waren deutliche Schwankungen unvermeidbar.
Die Messungen fanden vorzugsweise als simple Abgleichverfahren (sog. Direktvergleich) statt. Exakter konnten die Größen mittels Kontrastabgleich bestimmt werden. Beide Verfahren konnten allerdings nur bei isochromen bzw. leicht heterochromen Lichtquellen verwertbare Ergebnisse liefern.
Ein etwas genaueres Verfahren stellte dagegen der Kontrastabgleich dar. Beide Verfahren führten allerdings nur bei isochromen bzw. leicht heterochromen Lichtquellen zu verwertbaren Ergebnissen. Bei einem Vergleich farbigen Lichts mit einer weißen Referenzquelle zeigte sich stets eine Überbewertung der stark gesättigten Lichtquellen in ihrer Leuchtdichte um bis zu 57 %. Hierfür erwies sich ein sukzessiver Vergleich als besser geeignet, wie dieser etwa beim Flimmerphotometer nach Bechstein angewandt wird.

## Bedeutung
Mit der Entwicklung lichtelektrischer Empfänger entstanden die Grundlagen der heutigen, physikalischen Photometrie. Aufgrund der spektralen Verteilung des Lichts müssen die Lichtmessinstrumente an die Hellempfindlichkeit des menschlichen Auges angeglichen werden. Üblicherweise wird hierzu die 1924 durch die Internationale Beleuchtungskommission (Commission Internationale de l’Éclairage; CIE) veröffentlichte V(λ)-Kurve verwendet.
Die Empfindlichkeitskurven, nach denen aktuelle Messgeräte geeicht werden, entstanden durch Verfahren der visuellen Photometrie. Die so ermittelten Augenempfindlichkeitswerte müssen aktuell unter veränderten Bedingungen vielfach angepasst werden. Die Empfindungsmetrik der heute gebräuchlichen physikalischen Photometrie kann sich bei vielen lichttechnischen Gütefaktoren nicht mit dem hohen Niveau der visuellen Photometrie messen.
Die vergleichenden Verfahren der visuellen Photometrie stellen die Grundlage der heutigen Lichtmesstechnik dar und ermöglichten um 1920 die Herstellung physikalischer Empfänger. Vorerst dienten Photozellen, in der Folge Selen-Photozellen bzw. Photowiderstände als elektrische Empfänger. Die aktuelle Lichtmessung basiert ausschließlich auf der physikalischen Photometrie. Als optische Empfänger fungieren zumeist Halbleitersensoren. Durch entsprechende Filter können die Empfänger mit nahezu beliebiger Genauigkeit an die auf der visuellen Photometrie basierende V(λ)-Kurve angepasst werden. Die Aufgabe der physikalisches Sensoren ist die Nachahmung der Wahrnehmungs- und Bewertungsfunktion des menschlichen Auges.

## Visuelle Photometer
Beispiele historische Lichtmessgeräte sind visuelle Photometer, welche überwiegend aus dem ausgehenden 19. und dem beginnenden 20. Jahrhundert stammen.
- Fettfleckphotometer nach Bunsen
- Photometerwürfel nach Lummer und Brodhun
- Taschenphotometer nach Bechstein
- Polarisationsphotometer nach Martens
- Milchglasphotometer nach Weber

## Belege